# Adolf Schulten

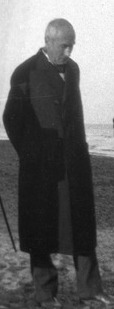
Adolf Schulten

Ernst Adolf Schulten  (* 27. Mai 1870 in Elberfeld (heute zu Wuppertal); † 19. März 1960 in Erlangen) war ein deutscher Althistoriker und Archäologe.

## Leben
Der Sohn eines Fabrikanten studierte nach dem Besuch des Gymnasiums in seiner Heimatstadt Elberfeld ab 1888 Geschichte und Archäologie an den Universitäten Bonn und Göttingen. Er wurde Mitglied des Philologischen Vereins Bonn im Naumburger Kartellverband. Außerdem studierte er in Berlin römisches Staatsrecht. Dort wurde er 1892 bei Ulrich von Wilamowitz-Moellendorff promoviert. Mit dem Reisestipendium des Deutschen Archäologischen Instituts reiste er 1894 durch Italien, Afrika und Griechenland. 1896 habilitierte sich Schulten in Göttingen und wurde 1907 als außerordentlicher Professor für Alte Geschichte an die Universität Erlangen berufen. 1909 wurde er ordentlicher Professor, 1935 emeritiert. Von 1943 bis 1946 lebte er in Spanien.
Seit seinem Reisestipendium beschäftigte sich Schulten schwerpunktmäßig mit der antiken Geschichte und Archäologie von Italien, Nordafrika und seit 1902 vor allem Spanien. Er gilt als eine wichtige Gestalt in der Geschichte der spanischen Archäologie. Seine Arbeiten über die keltiberische Stadt Numantia gelten heute noch als grundlegend.
Von 1905 bis 1912 leitete Schulten Ausgrabungen in Numantia sowie den nahegelegenen römischen Lagern. 1924 suchte er erfolglos nach der Position der legendären Stadt Tartessos, die er als identisch mit Platons Atlantis betrachtete. Von 1948 an arbeitete er in den Ruinen von Tarraco sowie bei den Orten Mainake, Munda und Segesta. Außerhalb Spaniens führte er 1932 Ausgrabungen in Masada am Toten Meer durch.
In Anerkennung seiner Arbeit bekam er 1940 die Goethe-Medaille für Kunst und Wissenschaft, die Ehrendoktorwürde der Universität Barcelona sowie das Großkreuz des Ordens Alfonso X.’ vom spanischen Staat, 1952 das Große Verdienstkreuz der Bundesrepublik Deutschland und 1959 den Bayerischen Verdienstorden. Er war Mitglied des Deutschen und des Österreichischen Archäologischen Instituts sowie mehrerer wissenschaftlicher Akademien.

## Schriften (Auswahl)
- Die römischen Grundherrschaften. Eine agrarhistorische Untersuchung. Felber, Weimar 1896 (Digitalisat).
- Numantia. Die Ergebnisse der Ausgrabungen 1905–1912. 4 (in 7) Bände. Bruckmann, München 1914–1931;
  - Band 1: Die Keltiberer und ihre Kriege mit Rom. 1914;
  - Band 2: Die Stadt Numantia. (Text- und Tafelband). 1931;
  - Band 3: Die Lager des Scipio. (Text- und Tafelband). 1927;
  - Band 4: Die Lager bei Renieblas. (Text- und Tafelband). 1929.
- Eine neue Römerspur in Westfalen. In: Bonner Jahrbücher. Heft 124, 1917, S. 88–103, doi:10.11588/bjb.1917.0.46402.
- Tartessos. Ein Beitrag zur ältesten Geschichte des Westens (= Abhandlungen aus dem Gebiet der Auslandskunde der Universität Hamburg. Band 8 = Abhandlungen aus dem Gebiet der Auslandskunde. Reihe B: Völkerkunde, Kulturgeschichte und Sprachen. Band 5, ZDB-ID 500936-4). Friederichsen, Hamburg 1922, (2., umgearbeitete Auflage. Cram, de Gruyter & Co, Hamburg 1950. Auch spanische Übersetzung).
- Idyllen vom Lago Maggiore. Palm und Enke, Erlangen 1922 (3. Auflage. Junge, Erlangen 1953).
- als Herausgeber: Avieni Ora maritima (Periplus Massiliensis saec. VI. a. C.) (= Fontes Hispaniae antiquae. Band 1, ZDB-ID 979523-6). Bosch u. a., Barcelona u. a. 1922.
- Sertorius. Dieterich, Leipzig 1926 (Auch spanische Übersetzung).
- Tartessos und Atlantis. In: Dr. A. Petermann’s Mitteilungen aus Justus Perthes’ Geographischer Anstalt. Jahrgang 73, Heft 9/10, 1927, S. 284–287.
- Geschichte von Numantia. Piloty & Loehle, München 1933 (Auch spanische Übersetzung).
- Masada die Burg des Herodes und die römischen Lager mit einem Anhang: Beth-Ter. In: Zeitschrift des Deutschen Palästina-Vereins. Band 56, Heft 1/3, 1933, S. 1–185, JSTOR:27930009.
- Atlantis. In: Rheinisches Museum für Philologie. Band 88, Heft 4, 1939, S. 326–346.
- Los Cántabros y Astures y su guerra con Roma. Espasa-Calpe, Madrid 1943.
- Cincuenta y cinco años de investigación en España (= Asociacíon de Estudios Reusenses. Publicación. Band 5, ZDB-ID 1191778-7). Rosa, Reus 1953.
- Iberische Landeskunde. Geographie des antiken Spanien. 2 Bände. Heitz u. a., Strasbourg u. a. 1955–1957 (Band 1 in 2. Auflage. Koerner, Baden-Baden 1974. Auch spanische Übersetzung).
- Cartagena en la antigüedad (= Nueva colección almarjal. Band 2, ZDB-ID 2281227-1). Áglaya, Cartagena 2004, ISBN 84-95669-30-7.
- María Eugenia R. Tajuelo Amenedo: Adolf Schulten. Epistolario y referencias historiográficas. Egartorre, Madrid 2008, ISBN 978-84-87325-91-5.